# Rho Indi
Rho Indi (ρ Indi, förkortat Rho Ind, ρ Ind) som är stjärnans Bayerbeteckning, är en ensam stjärna belägen i den södra delen av stjärnbilden Indianen. Den har en skenbar magnitud på 6,05 och är knappt synlig för blotta ögat där ljusföroreningar ej förekommer. Baserat på parallaxmätning inom Hipparcosuppdraget på ca 37,4 mas, beräknas den befinna sig på ett avstånd på ca 87 ljusår (ca 27 parsek) från solen.

## Egenskaper
Rho Indi är en stjärna i huvudserien av spektralklass G1 V Fe + 0,3, vilket anger att den är en huvudseriestjärna med ett mindre överskott av järn i dess yttre atmosfär. Houk och Cowley (1975) klassificerade den emellertid som G2.5 IV, vilket betyder att den istället skulle vara en något mer utvecklad underjättestjärna. Den har en massa som är ca 30 procent större än solens massa, en radie som är ca 1,5 gånger större än solens och utsänder från dess fotosfär ca 2,2 gånger mera energi än solen vid en effektiv temperatur på ca 5 850 K.

### Planetariskt system
Den 17 september 2002 observerades att Rho Indi har en omkretsande planet, betecknad Rho Indi b. Upptäckten gjordes genom mätning av variationer i stjärnans radiella hastighet, vilka tyder på närvaro av ett störande objekt. Baserat på data cirkulerar följeslagaren med en period på ca 3,7 år med en excentricitet av 0,32. Eftersom banans lutning i förhållande till siktlinjen är okänd, kan endast en nedre gräns på planetens massa bestämmas. Den är minst 2,3 gånger Jupiters massa.